# نلسون جورج
نلسون جورج (انگلیسی: Nelson George؛ زادهٔ ۱ سپتامبر ۱۹۵۷) یک فیلم‌نامه‌نویس، تهیه‌کننده، و پدیدآور اهل ایالات متحده آمریکا است. وی از سال ۱۹۷۹ میلادی تاکنون مشغول فعالیت بوده‌است.
او در فیلم حرامزاده خارج از کارولینا بازی کرده‌است.